# ぺんぎんナッツ
ぺんぎんナッツは、吉本興業東京本社（東京吉本）所属のお笑いコンビ。東京NSC7期生。よしもと福島県住みます芸人。

## メンバー
いなの こうすけ（本名：稲野 孝祐、1979年1月9日 - ）ボケ担当
- 福岡県福岡市出身。身長176cm、体重93kg。血液型はO型。
- 福岡市立長丘中学校、福岡県立筑紫丘高等学校（定時制課程）卒。
- 趣味 ゲーム。主にファミコン、スーパーファミコン、ディスクシステム、ゲームボーイ、メガドライブ、メガCD、PCエンジン、ドリームキャスト等古いゲームを好む。
- 趣味 音楽。過去には月に20回ほどライヴに足を運びバイトの給料をほぼ音楽ライヴにつぎ込むほどの音楽好き。主にインディーズ曲、パンク、青春パンク、スカ、スカパンク、ロック、メロコア等を聴く、ハマっているのはRADWIMPS、Bivattchee、ザ・マスミサイル、ガガガSP、ひとりぼっち秀吉BAND。ひとりぼっち秀吉BANDとは交流もあり、ぺんぎんナッツの出囃子を作ってもらった事でも仲が良いのがうかがえる。
- 長丘中学校時代はバレーボール部に所属。
- 筑紫丘高校時代は生徒会長を務めた。
- 2022年5月に福島の一般人の女性と入籍した事をTwitterにて報告した。

中村 陽介（なかむら ようすけ、1982年9月21日 - ）ツッコミ担当
- 千葉県習志野市出身。身長157cm、体重65kg。血液型はO型。
- 特技・趣味はバスケットボール。ダンス。剣道（初段）。
- 苦手なもの、甘いもの、漢字
- 2015年4月13日に一般人の女性と結婚　2022年9月に第一子が誕生した事をTwitterにて報告した。
- 双子の兄。母は歌手。

## 略歴
ともにNSC東京校7期生。元「フロントライン」のいなのと、元「すくらんぶる」の中村とで、2006年1月21日にコンビを結成した。フリーを経て、2006年10月10日に吉本興業に入る。
2011年4月より吉本興業が行っている「あなたの街に住みますプロジェクト」にて自ら立候補して福島県担当となり、郡山市に住みながら活動を行っている。着任は東日本大震災の直後であり、最初の仕事はとみおかさいがいエフエムのパーソナリティであった。また、震災（原発事故含む）の除染・復旧作業への従事やボランティア活動などにも取り組んだ。

## 出演番組
- ゴジてれChu!（福島中央テレビ）
- ドミソラ2（福島放送）
- 福島まるごとライブ ヨジデス（福島放送、2017年 - ）
- げっきんチェック（テレビユー福島）※中村のみ
- カガミダタウンペンナツ屋（ラジオ福島）※中村のみ
- かっとびワイド（ラジオ福島）木曜日担当　※中村のみ
- こでらんに5（NHK福島放送局ラジオ第1）月曜日担当
- ラブラブラトブ（FMいわき）
- オンバト+（NHK）戦績0勝1敗 最高429KB
- おだがいさまラジオランド・木曜日担当（富岡町臨時災害FM・76.9MHz）
- クローズアップ現代+
- やりすぎコージー  ※いなののみ
- めんたいプラス  ※いなののみ
- ナイナイプラス  ※いなののみ
- アナザーストーリーズ 運命の分岐点（2022年4月22日22:00-22:45NHK総合テレビジョン生放送・「笑いの革命者たち～よしもとNSCの挑戦～」にて、住みます芸人福島県代表を10年以上にわたって務めている彼らへの取材が放送された）